# Swedish Institute of Computer Science
Rise SICS AB (av bolaget självt skrivet RISE SICS AB, tidigare SICS AB och Swedish Institute of Computer Science AB) är ett svenskt forskningsinstitut inom datavetenskap som drivs utan vinstintresse. SICS har som uppgift att bedriva avancerad och strategiskt inriktad forskning inom tillämpad datavetenskap i syfte att stärka svenska företags konkurrenskraft och att medverka till förnyelse inom svenskt näringsliv.

## Historia
SICS bildades 1985 i anslutning till KTH i Kista på initiativ av Ericsson och dåvarande Televerket. Detta var en reaktion på att det japanska MITI hade skapat en forskningsavdelning för datorvetenskap med namnet Institute for New Generation Computer Technology (ICOT). Liknande organisationer startades i USA (Microelectronics and Computer Technology Corporation, MCC), och inom EU skapades ESPRIT och ECRC. En huvudsaklig hotbild var att Japan börjat utveckla det som kallades femte generationens datorer, med parallelliserande hårdvara och stort fokus på programspråket Prolog, i syfte att skapa datorer som skulle kommunicera med naturliga språk.
Ett av de första projekt som startades på SICS var relaterat till parallell exekvering av Prolog, och redan samma år som SICS grundades påbörjades en implementering av Prolog som resulterat i SICStus Prolog, en Prolog-dialekt, kompilator och virtuell maskin för Prolog som ännu utvecklas. Runt 1991 började denna användas för flera projekt relaterade till villkorsprogrammering (constraint programming).
Forskningen fokuserade på 2000-talet närvarande främst på följande områden:
- Datornät, plattformar, metoder, datorkommunikation, distribuerade system
- Transport, logistik, industriella tillämpningar, intelligenta system
- Design, tjänster, människa-datorinteraktion.

Forskningsprojekten genomförs ofta i nära samarbete med industrin och med det internationella forskarsamhället.
SICS medverkar också till den högre utbildningen av tekniker och forskare inom området datavetenskap genom att doktorander kan genomföra sin forskarutbildning på SICS. Huvudkontoret ligger i Kista, Stockholm, och mindre kontor finns i Uppsala, Västerås och Göteborg.

## Konsolidering
13 oktober 2004 samlades flera självständiga SICS-bolag under bolaget SICS Swedish ICT. 1 april 2016 uppgick SICS Swedish ICT i ICT-divisionen inom Rise Research Institutes of Sweden under namnet Rise SICS AB.
Denna utveckling mot allt större konsolidering av statliga forskningsinstitut var ett resultat av att Sverker Sörlin år 2006 framlagt en av regeringen via Leif Pagrotsky beställd rapport om de svenska forskningsinstituten med titeln En ny institutssektor.

## Företag som avknoppats från SICS
- Effnet (1997)
  - Effnet arbetar med att komprimera den del av kommunikationen i datanätverk som används för adressering. När företaget var nygrundat baserades en del av verksamheten på en algoritm som i någon bemärkelse blivit ifrånsprungen, men företaget har fortfarande rättigheterna till den[6].
- Dynarc (1997)
- PipeBeach (1998)
  - PipeBeach utvecklade en plattform för röststyrda internettjänster och hade 2003, när företaget köptes upp av HP:s verksamhetsområde Open Call, 17 anställda.[7]
- Virtutech (1998)
  - Virtutech bildades för att kommersialisera simulatorn Simics som kan simulera ett komplett datorsystem på en så låg nivå att man kan köra ett helt oförändrat operativsystem i den virtuella maskinen, och det fungerar precis som om det hade körts på en riktig dator. Företaget tog 2004 in sina första institutionella investare i form av riskkapitalbolagen Vision Capital och Innovationskapital. Sedan 5 februari 2010 ägs bolaget av Intel via deras dotterbolag Wind River Systems.
- Tacton Systems (1998)
  - Tacton Systems startades kring en matematisk-logisk lösningsmotor som hade utvecklats inom ramen för ett forskningsprojekt inom expertsystem och artificiell intelligens som startades på SICS 1987[8]. Med hjälp av lösningsmotorn kunde en säljare utan djupare teknisk bakgrund konfigurera olika typer av mekaniska och elektroniska produkter[9][10]. Avknoppningen till eget företag skedde 1998[11] med Ericsson som första kund[12] och 2001 omsatte företaget omkring 30 miljoner kronor[13]. Under 2000- och 2010-talet utvecklade Tacton konfiguratorer för bland annat Cytiva [a], Siemens[14] och ABB[15] och företaget utvecklade gradvis en CPQ-plattform med funktionalitet för 3D-visualisering[16], komplex prissättning, generering av offerter och CAD-filer samt integration mot andra system som CRM och ERP. År 2019 lanserades en molnbaserad webblösning, Tacton CPQ[17]. Åren 2015-2018 gick företaget från 160[18] till 250 anställda[19] och omsatte åren 2016-2023 mellan 250 och 460 miljoner kronor[20][21][22][23] med kontor i Sverige, USA, Tyskland[24], Polen[25] och Japan[26]. Företaget ägdes under de första tjugo åren främst av sju grundare men till 15% av investeringsbolaget Eterna Invest[27], men aktiemajoriteten såldes i slutet av 2017 till GRO Capital och Kirkbi[28]. Det uppmärksammades bland annat 2008 när företagets dåvarande VD reste med Tobias Billström och en delegation till Indien i samband med att reglerna för arbetskraftsinvandring ändrades[29], 2012 för sin aktiva rekrytering av programmerare från Sydasien[30][31][32] och 2014 när företaget erhöll priset Export Hermes som utdelas av Stockholms handelskammare och Fonden för exportutveckling [33]. Företaget leddes efter Wallberg av Frederic Laziou[34] och sedan sommaren 2020 av Bo Gyldenvang[35]. Sommaren 2023 förvärvades aktiemajoriteten  av det amerikanska bolaget Rubicon Technology Partners för omkring 2,7 miljarder kronor[36][37][38].
- BotBox (1999)
- Voxi (1999)
- VerySolid (2004)
- Axiomatics (2006)
  - Axiomatics grundades av Babak Sadighi och Erik Rissanen, två SICS-forskare som hade deltagit i utvecklingen av XACML, ett språk för att modellera behörighet. Axiomatics produkt är ett system för att kontrollera behörighet och företagets första stora kund var de svenska landstingen som använde Axiomatics för att införa elektroniska patientjournaler[39]. Företagets årsomsättning låg i början av 2020-talet på omkring 50 miljoner kronor[40].
- Asimus (2006)
- Peerialism (2007)
- Gavagai (2008)
  - Gavagai bildades 2008 för att driftsätta de modeller för distributionell semantik som ursprungligen utvecklats i det av japanska industridepartementet finansierade projektet Real World Intelligence. Gavagai identifierar och aggregerar information ur stora och dynamiska textflöden.
- Prindit AB (2015)